# Acontius aculeatus
Acontius aculeatus là một loài nhện trong họ Cyrtaucheniidae. Loài này phân bố ờ Equatoriaal-Guinea.